# المعهد الأمريكي للفيزياء
المعهد الأمريكي للفيزياء (ِAip) هو هيئة دولية تطرح الفيزياء وتنشرها في المجلات ذات الصلة. تأسس في العام 1931.

## نبذة
المعهد الأمريكي للفيزياء يعمل تحت القانون القانون 501/3/(C) وهو جمعية غير ربحية عضوية، تم انشائه لغرض تعزيز التقدم ونشر المعرفة في الفيزياء، وتطبيقه على رفاهية الإنسان. إن مهمة المعهد هي خدمة علوم الفيزياء وعلم الفلك من خلال الخدمات التي يقدمها اعضاؤها للمجتمعات، ومن خلال تقديم الخدمات الفردية للعلماء، وبخدمة الطلاب وعامة الجمهور.
و كمثال على "مجتمع من المجتمعات"، يقوم المعهد بدعم عشرة من الجمعيات، ويقدم تشكيلة واسعة من الخدمات والبرامج المكرسة لإحراز تقدم في العلم وتحقيق الاحتراف في الفيزياء. والمعهد رائد في مجال النشر الرقمي، وهو أيضا واحد من أكبر دور النشر في العالم في مجال المجلات والمنشورات التي تختص بالفيزياء، ويقدم الدعم لمنشورات أكثر من 25 جمعية علمية وهندسية من خلال مقره في نيويورك بواسطة قسم النشر.

## الجمعيات الأعضاء
- الجمعية الفيزيائية الأميريكية
- جمعية البصريات الاميريكية
- جمعية الصوتيات الأميريكية
- جمعية ريولوجيا
- الرابطة الأميريكية لمعلمي الفيزياء
- الرابطة الأميريكية البلورية
- الجمعية الفلكية الاميريكية
- الرابطة الأميريكية لعلماء الفيزياء في الطب
- الجمعية الفراغية الاميريكية : علوم وتكنولوجيا المواد، واجهات، وعمليات.
- الاتحاد الجيوفيزيائي الأمريكي
- مجتمع طلاب الفيزياء
- سيغما باي سيغما : جمعية الوفاء الوطني للفيزياء

## الجمعيات المنتسبة
- الرابطة الأميريكية لتقدم العلوم في قسم الفيزياء
- الجمعية الكيميائية الأميريكية ، قسم الكيمياء الفيزيائية
- المعهد الأميريكي للملاحة الجوية والفضائية
- الجمعية الأميركية للأرصاد الجوية
- الجمعية النووية الأميريكية
- الجمية الأميريكية للمهندسين المدنيين
- ASM الدولية : تجهيزات مجتمع المعلومات
- الجمعية الفلكية في منطقة المحيط الهادئ
- جمعية الهندسة الطبية الحيوية
- مجلس الأبحاث الجامعية، شعبة الفيزياء والفلك
- جمعية الكهروكيميائية
- الجمعية الجيولوجية الأميريكية
- IEEE جمعية العلوم النووية والبلازما
- الرابطة الدولية للفيزياء الرياضية
- الاتحاد الدولي لعلم البلورات
- JCPDS : المركز الدولي للبيانات المحايدة
- معهد الليزر الأميريكي
- جمعية بحوث المواد
- الجمعية الأميريكية المجهرية
- الجمعية الوطنية لعلماء الفيزياء السوداء
- جمعية المعالجة المتعددة
- جمعية التطبيق الطيفي
- جمعية مهندسي الأجهزة الضوئية  [لغات أخرى]‏ : الجمعية الدولية لهندسة البصريات

## قائمة بمطبوعات المعهد
- رسائل في الفيزياء التطبيقية
- الموائع الحيوية الجزيئية
- نشرة اخبارية عن تاريخ الفيزياء ، المعهد الأمريكي للفيزياء مركز تاريخ الفيزياء.
- مجلة الفيزياء التطبيقية
- مجلة الفيزياء الكيميائية
- مجلة الفيزياء الرياضية
- مجلة الطاقة المتجددة والمستدامة http://jrse.aip.org
- المجلة الفيزيائية والكيميائية لمرجعية البيانات
- الفوضى
- فيزياء درجات الحرارة المنخفضة
- فيزياء السوائل
- فيزياء البلازما
- الفيزياء اليوم (مجلة) http://www.physicstoday.org/
- استعراض الأدوات العلمية

## الروابط الخارجية
- موقع المعهد على شبكة الإنترنت
- صفحة مجلات المعهد